# Ronneby isarena
Lugnevi, eller Ronneby isarena som bandyplanen också heter ligger i stadsdelen Lugnevi i centrala Ronneby och gränsar till stadsdelen Runhöjden. Bandyplanen invigdes den 7 december 2011 och är hemmaplan för bandylaget Fredriksbergs BK.